# Galina Romanova
Galina Fëdorovna Romanova (Romankovo, 25 dicembre 1918 – Charlottenburg-Nord, 3 novembre 1944) è stata un medico sovietico e membro dell'organizzazione antifascista "Unione Internazionale". 
Arrestata dalla Gestapo, è stata ghigliottinata in carcere a Charlottenburg-Nord, durante la seconda guerra mondiale.

## Biografia
Nata il 25 dicembre 1918 nel villaggio di Romankovo (ora quartiere storico della città di Kam"jans'ke), e fu battezzata in una chiesa locale. Suo padre è Fedor Petrovich Romanov, un fabbro dello stabilimento Dneprovsky, mentre sua madre è Irina Pavlovna Romanova.
Ha studiato alla 30ª scuola per sette anni, in seguito ha studiato alla scuola di medicina e al Dnepropetrovsk Medical Institute. È stata un membro Komsomol, dal quale fu presto espulsa in quanto figlia di un "nemico del popolo": il 10 giugno 1937, suo padre viene accusato di attività controrivoluzionarie e fucilato. Nel giugno 1941, la Germania nazista invade la Repubblica Socialista Sovietica Ucraina e nel settembre istituisce il Reichskommissariat Ukraine, mentre Galina mentre era al quinto anno di studi.
Con il permesso del commissario generale del distretto di Dnepropetrovsk Nikolaus Zeltzner, alcune istituzioni educative della città continuarono a funzionare, compresa l'Università statale. Galina si rese conto che sarebbe stata sicuramente portata in Germania per i lavori forzati, ma continuò a studiare. Il 1 luglio 1942, in qualità di diplomata in medicina, si reca in Germania come parte di un gruppo di 125 medici: per un mese fa uno stage presso l'Università di Jena. Dopo aver completato lo stage, è stata nominata medico a Berlino e in seguito ha lavorato a Wildau nel dicembre 1942 e successivamente nel campo di concentramento di Sachsenhausen e altri campi satellite. Principalmente ha curato gli "Ostarbeiters" i lavoratori deportati dalla Germania nazista dai territori occupati dell'Europa centro-orientale e costretti ai lavori forzati durante la seconda guerra mondiale.
Galina viveva in un appartamento con una donna tedesca e si teneva in contatto con sua madre, a cui le autorità tedesche avevano promesso assistenza materiale: sua figlia inviava regolarmente lettere alla sua patria. Tuttavia, nel dicembre 1942, iniziò a lavorare ad Oranienburg, dove furono inviati giovani dai paesi europei occupati, e si occupò dei feriti sul posto di lavoro. Ogni giorno era sempre più insofferente alla vita in Germania, a differenza di ciò che sosteneva l'amministrazione tedesca. Ad un certo punto, decise di unirsi al movimento di resistenza, incapace di sopportare il costante abuso dei suoi pazienti. Si ritiene che anche durante i suoi studi, Galina abbia stabilito legami con gli ambienti sotterranei antifascisti nella regione di Dnepropetrovsk, incluso Dneprodzerzhinsk.
Nel maggio 1943, Galina si unì all'organizzazione antifascista "Unione Internazionale", costituita nell'aprile 1943 e guidata dal capo del campo Schwarzkopf, il cui nome era Nikolai Romanenko. Romanenko organizzò per lei un incontro con un chimico berlinese emigrato dalla Russia, Konstantin Zadkevich, con il quale Galina divenne amica. Zadkevich avvertì che la guerra si stava avvicinando ai confini della Germania e che si doveva fare tutto il possibile affinché il governo sovietico non organizzasse rappresaglie contro gli Ostarbeiters, ma li riconoscesse come eroi del movimento di resistenza. Più tardi, Konstantin affermò che dopo aver incontrato gli antifascisti "si sentiva di nuovo un russo". Grazie a Konstantin, Galina incontra un'altra figura del movimento clandestino antifascista, il professore associato della Facoltà di medicina dell'Università di Berlino, Georg Groskurt, che faceva parte di un'altra organizzazione socialista antifascista, "Unione europea". Groskourt ha tenuto conferenze all'Università di Jena per medici dell'Europa orientale e conquistò la fiducia di Galina.
Più tardi, Galina incontrò un certo numero di lavoratori francesi e belgi che erano pronti ad agire e combattere per la vittoria della coalizione anti-hitleriana. Su suggerimento della leadership, i membri dell'Unione internazionale e dell'Unione europea iniziarono a comporre lettere crittografate: il gruppo sovietico comprendeva Nikolai Romanenko, Galina Romanova, Alexander Khomlov, Pyotr Zozulya, Ivan Lesik e Mikhail Zancharovsky, e il gruppo francese - Jean Cauchon e Vladimir Boisler. Le lettere dovevano essere consegnate dall'amministratore del Bristol Hotel, lo svedese Gulbring, alle ambasciate dell'URSS e della Francia in Svezia: Zadkevich le consegnò personalmente. Tuttavia, il 4 ottobre 1943, Zadkevich fu arrestato dalla Gestapo e tradì tutti i cospiratori. Due giorni dopo, la Gestapo arrestò tutti i membri dell'organizzazione. Galina fu gettata nella prigione di Gerden, in Brandeburgo, e presto l'ispettore della Gestapo di Berlino, Gabecker, trasferì il caso al tribunale. Galina fu quindi immediatamente trasferita a Plötzensee, in Charlottenburg-Nord.
Il 18 febbraio 1944, il procuratore generale Ernst Lauz annunciò l'atto d'accusa, in cui tutti gli arrestati furono accusati di attività antistatali e di tentativo di aiutare gli oppositori politico-militari del Terzo Reich. Romanova è stata nominata la principale colpevole, poiché ha reclutato lavoratori nell'ambiente sotterraneo antifascista e ha contattato i suoi connazionali. Il 27 aprile 1944, il presidente del tribunale, giudice Roland Freisler, che in seguito processò Julius Fucik e i partecipanti dell'attentato a Hitler del 20 luglio 1944, condannò a morte sei persone: tra queste c'era Galina Romanova. Prima dell'esecuzione della sentenza, Galina Romanova ha chiesto di consegnare alla sua amica Valentina Krupoder una foto di famiglia, sulla quale aveva scritto parole di addio alla sua famiglia nella cittadina di Kam"jans'ke, che era già stata liberata dalle truppe sovietiche.
Il 3 novembre 1944, nella prigione di Plötzensee, Galina è stata ghigliottinata.

## Memoria
- Il nome di Galina Romanova è stato portato da uno dei gruppi dell'Istituto medico di Dnepropetrovsk.
- A Kam"jans'ke (ex Dneprodzerzhinsk), una strada porta il nome di Galina Romanova.
- Nel maggio 1965 fu inaugurato un monumento nel cortile del collegio n. 3 nella città di Dneprodzerzhinsk.[6]
- Con il decreto del Presidium del Soviet Supremo dell'URSS del 28 settembre 1967, Galina Fedorovna Romanova ricevette la medaglia postuma "Per il coraggio".